# 창백한 언덕 풍경
《창백한 언덕 풍경》(영어: A Pale View of Hills)은 이시구로 가즈오의 1982년 장편소설로, 그의 데뷔작이다. 히로시마·나가사키 원자폭탄 투하 직후의 나가사키를 배경으로 한 모녀의 이야기를 다룬다. 실제 일본 나가사키 출신인 작가의 경험을 바탕으로, 담담한 영어로 쓰였지만 일본적 정서를 잘 살렸다고 평가받는다. 대한민국에는 민음사에서 김남주 번역으로 출간되었다. 1982년 위니프레드 홀트비 기념상을 수상했다.